# Раца Сергій Анатолійович
Сергій Анатолійович Раца (нар. 19 травня 1991, Новоселиця, Чернівецька область, УРСР) — український футболіст, півзахисник.

## Життєпис

### Клубна кар'єра
Вихованець футбольної школи «Ротор» (Новоселиця). У чемпіонаті України (ДЮФЛ) виступав за «Ротор» (26 матчів, 3 гола) та «Надія» (Копичинці) (4 матчі). Виступав за аматорські команди «Сокіл» (Угринів), «Колос» (Новоселиця) та «Підгір'я» (Сторожинець). Також виступав і за аматорський іспанський колектив FC «Almussafes».
У 2016 році підписав контракт з чернівецькою «Буковиною», де виступав під 19 номером. Дебютував 31 липня того ж року в матчі чемпіонату України серед команд першої ліги проти ФК «Тернополя», де відзначився гольовою передачою, а команда здобула важливу перемогу.
З початком нового 2017/18 сезону отримав важку травму, після якої Сергій випав із складу команди більше ніж на два місяці і зміг тільки на початку жовтня отримати 20 хвилин ігрової практики в матчі проти вінницької «Ниви», який завершився розгромною перемогою його команди. У тому ж місяці Раца оформив свій перший дубль у професіональній кар'єрі (у ворота івано-франківського «Прикарпаття»).
На початку березня 2018 року за обопільною згодою сторін припинив співпрацю з чернівецьким клубом та став гравцем аматорського клубу «Нива» (Теребовля), який брав участь в чемпіонаті України серед аматорів. А у серпні того ж року став гравцем іншого представника аматорського чемпіонату, а саме колумийського «Покуття», де вже тривалий час виступали його колишні партнери по команді («Буковина»): Олександр Темерівський, Тарас Сивка та Олександр Карапка.
З початку 2019 року виступав в рідному чемпіонаті області за ФК «Волока». А вже влітку того ж року знову став гравцем клубу, який виступав в аматорському чемпіонаті України та в друголіговій футзальній першості України — «Епіцентр» (Дунаївці). Разом із командою став віце-чемпіон України серед аматорів, а у фінальному матчі відзначився забитим голом.
30 серпня 2020 року дебютував за «Епіцентр» на професіональному рівні в матчі кубка України проти львівських «Карпат», а у першому ж матчі чемпіонату відзначився дебютним голом, який приніс перемогу його команді.

## Досягнення
Аматорський рівень
- Віце-чемпіон України (1): 2019/20
- Чемпіон Хмельницької області (1): 2019
- Володар Кубка Хмельницької області (2): 2019, 2020

## Статистика

### Професіональні команди
Станом на 5 грудня 2021 року
| Клуб                | Ліга       | Сезон   | Чемпіонат | Чемпіонат | Кубок | Кубок |
| Клуб                | Ліга       | Сезон   | Ігри      | Голи      | Ігри  | Голи  |
| ------------------- | ---------- | ------- | --------- | --------- | ----- | ----- |
| Буковина (Чернівці) | Перша ліга | 2016/17 | 17        | 1         | 1     | 0     |
| Буковина (Чернівці) | Друга ліга | 2017/18 | 8         | 2         | 1     | 0     |
| Епіцентр (Дунаївці) | Друга ліга | 2020/21 | 16        | 2         | 2     | 0     |
| Епіцентр (Дунаївці) | Друга ліга | 2021/22 | 9         | 0         | 2     | 0     |

### Аматорські команди
| Чемпіонат України (Аматорська ліга) |                       |      |      |
| Роки                                | Клуб                  | Ігри | Голи |
| 2018                                | «Нива» (Теребовля)    | 1    | 0    |
| 2018                                | «Покуття» (Коломия)   | 10   | 3    |
| 2019—2020                           | «Епіцентр» (Дунаївці) | 16   | 3    |